# Богуславська волость (Ізюмський повіт)
Богусла́вська во́лость — історична адміністративно-територіальна одиниця Ізюмського повіту Харківської губернії з центром у слободі Богуславська.
Станом на 1885 рік складалася з 11 поселень, 3 сільських громад. Населення — 2669 осіб (1324 чоловічої статі та 1345 — жіночої), 431 дворове господарство.
|                     | Площа, десятин | У тому числі орної, дес. |
| ------------------- | -------------- | ------------------------ |
| Сільських громад    | 2027           | 695                      |
| Приватної власності | 11435          | 4698                     |
| Іншої власності     | 66             | 63                       |
| Загалом             | 13528          | 5456                     |

Основні поселення волості:
- Богуславська (Лиса Гора) — колишня власницька слобода біля річки Сіверський Донець за 15 верст від повітового міста, 805 осіб, 183 двори, православна церква, школа, постоялий двір.
- Глинське — колишнє власницьке село біля річки Сіверський Донець, 699 осіб, 77 дворів, кінний завод.
- Іванівка — колишня власницька слобода біля річки Сіверський Донець, 455 осіб, 85 дворів, православна церква, лавка.